# Lachlan Tame
Pour les articles homonymes, voir Tame.
Lachlan Tame est un kayakiste australien né le 14 novembre 1988. Il a remporté avec Ken Wallace la médaille de bronze en K2 1000 mètres aux Jeux olympiques d'été de 2016 à Rio de Janeiro.